# Léon Barbé
Léon Barbé est un homme politique français né le 30 octobre 1863 à Dinan (Côtes-d'Armor) et décédé le 16 septembre 1934 à Pressiat (Ain).
Docteur en droit, banquier, il est conseiller prud'homal et membre du conseil de surveillance de l'Assistance publique de Paris. Il est député de la Seine de 1919 à 1924, inscrit au groupe de la Gauche républicaine démocratique, il est spécialiste des questions du Proche-Orient, ayant vécu plusieurs années en Palestine.

## Sources
- « Léon Barbé », dans le Dictionnaire des parlementaires français (1889-1940), sous la direction de Jean Jolly, PUF, 1960 [détail de l’édition]